# 牧馬峠

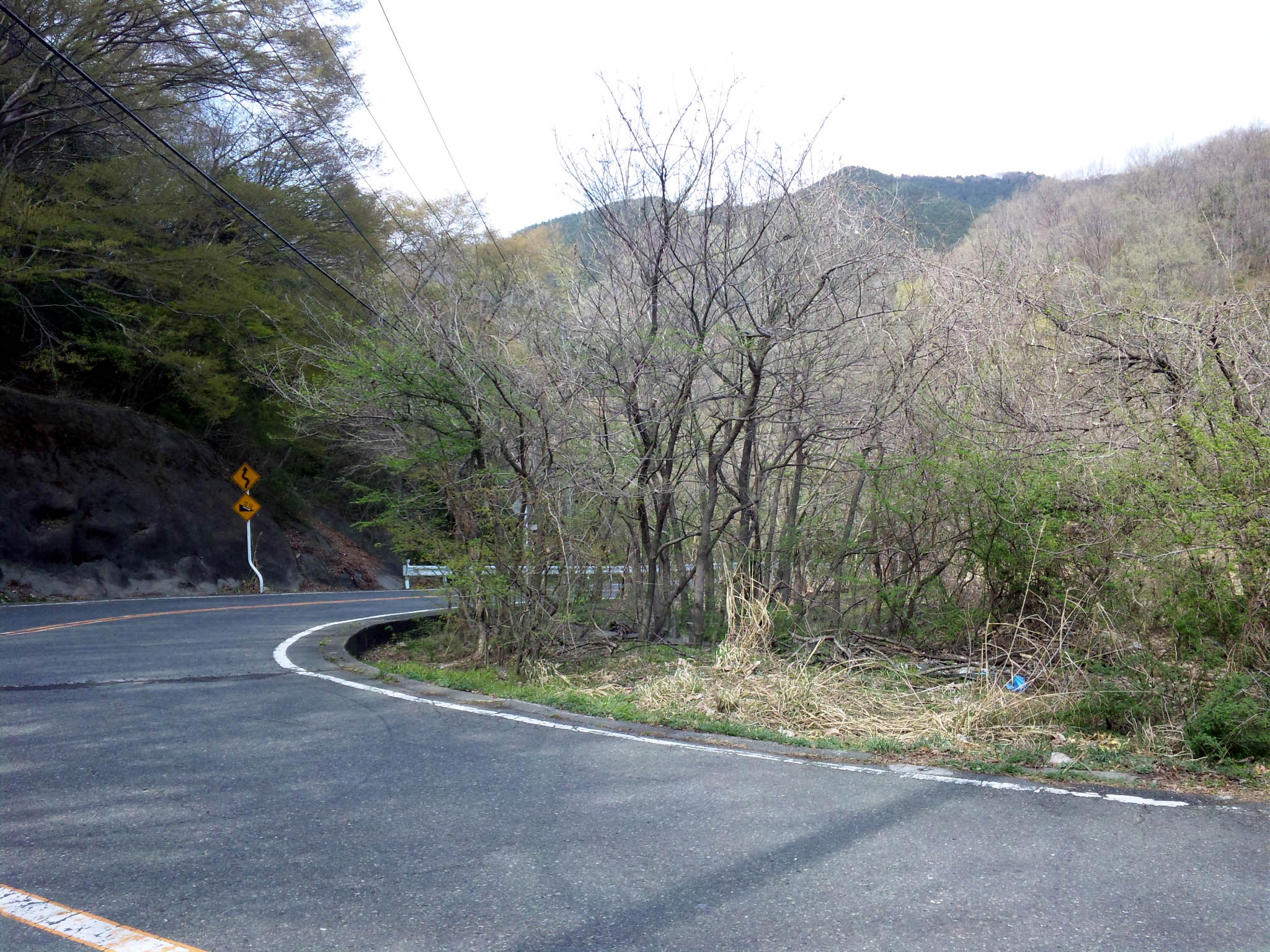
牧馬峠から藤野方面を望む

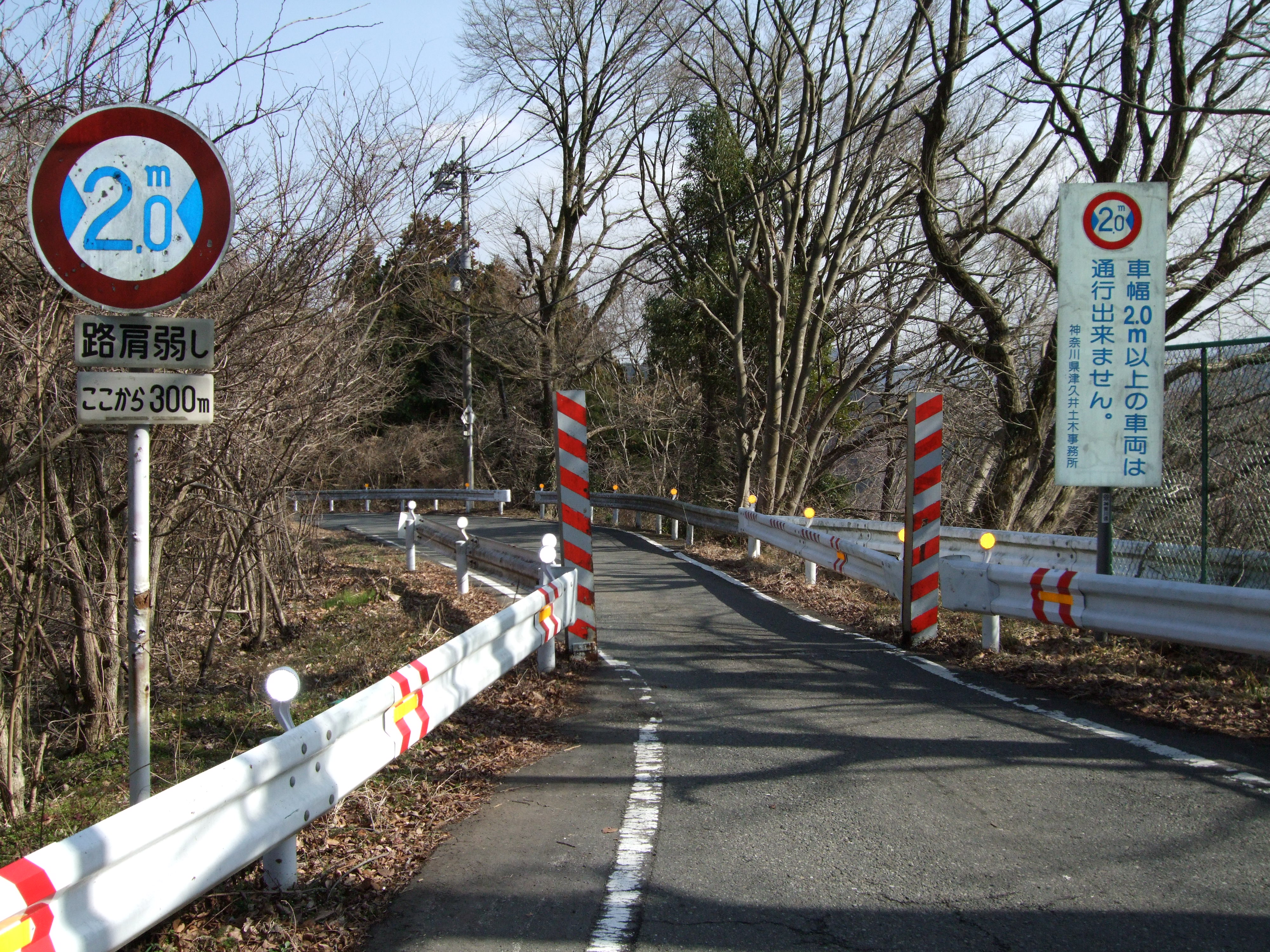
牧馬峠のゲート（牧野側）

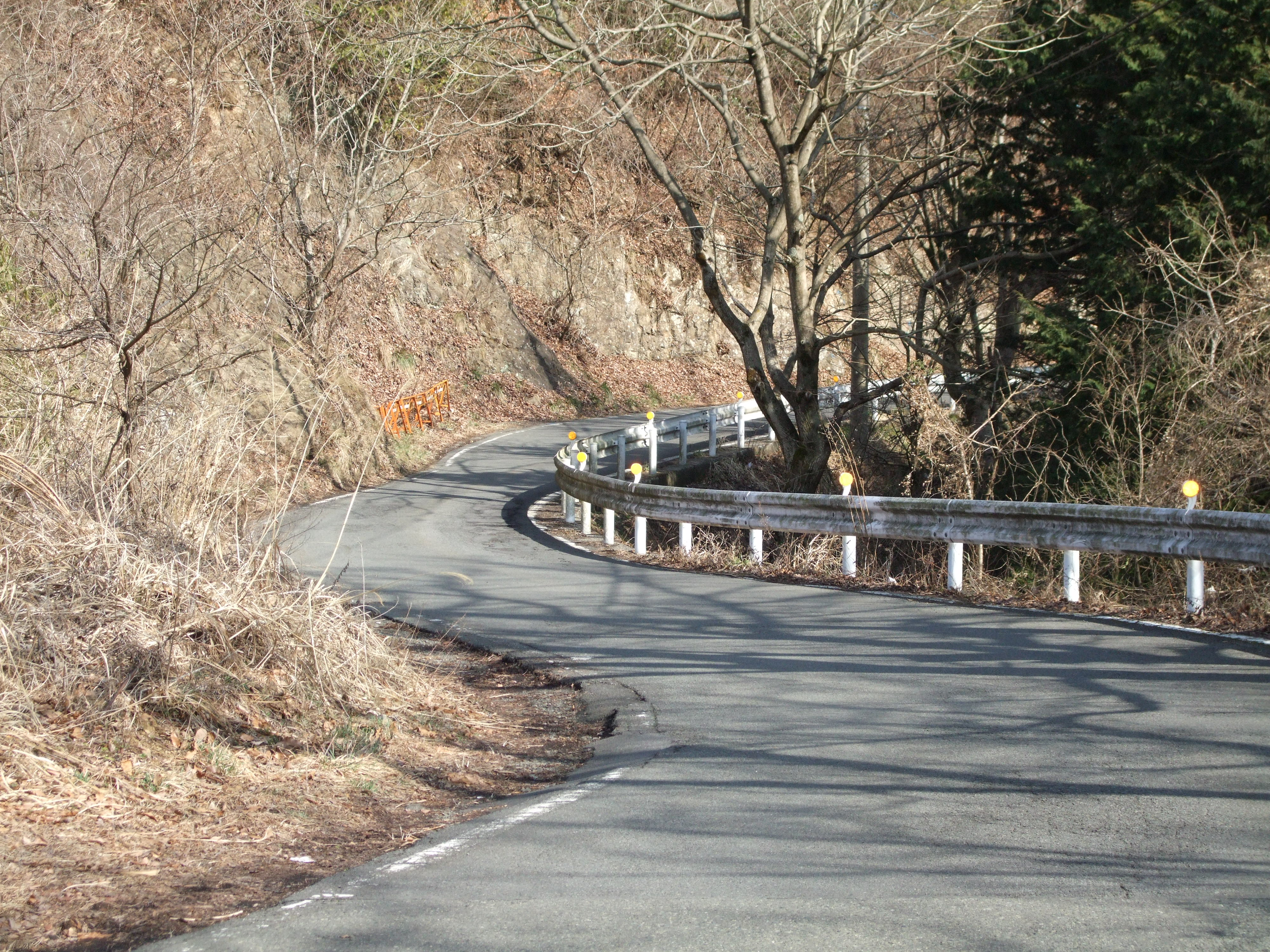
牧馬峠付近の細道

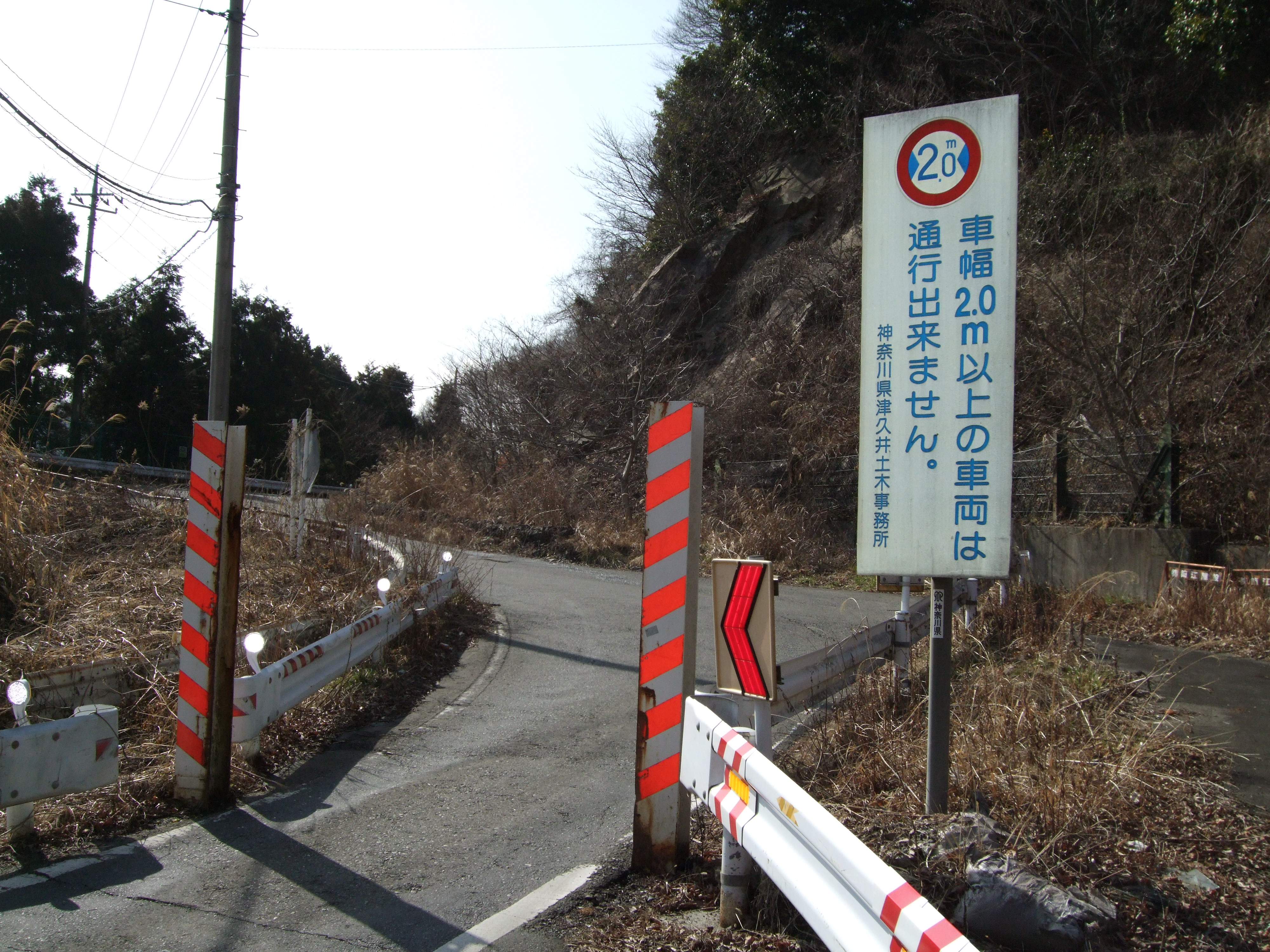
牧馬峠のゲート（青野原側）

牧馬峠（まきめとうげ）は、神奈川県相模原市緑区牧野の神奈川県道518号藤野津久井線にある峠。標高410m。

## 概要
国道413号と国道412号方面を結ぶ、神奈川県道518号藤野津久井線の最高点の峠である。2箇所に幅員2.0m制限のゲートがあり、大型車の通行が禁止されている。狭隘な道だが、混雑時に大月方面から厚木方面への抜け道に使う車も多い。
峠の両側の沢は、牧野側は篠原川を通じて相模湖に、青野原側は道志川に至り、両側とも相模川水系である。
峠は石老山（標高694m）と石砂山（標高578m）の間にある。

## 自然
峠の周辺には、環境省のレッドリストで絶滅危惧種II類に指定されているギフチョウが生息していることで知られる。東京都心から50km圏内では貴重な生息域であり、保護活動が行われている。